# Direct Line Group
Direct Line Insurance Group Plc est un assureur de particuliers et de petites entreprises du Royaume-Uni.

## Histoire
Direct Line Group est fondée en 2012 par une scission des activités d'assurance de Royal Bank of Scotland.
En septembre 2014, Mapfre acquiert pour 700 millions de dollars les activités italiennes et allemandes de Direct Line.
En 2020, Direct Line fait l'acquisition de l'application mobile Brolly spécialisée dans l'optimisation des offres d'assurance.
En décembre 2024, Aviva annonce l'acquisition de Direct Line Group pour 3,61 milliards de livres sterlings, devenant alors le plus important assureur habitation et assureur auto du Royaume-Uni.